# José Touré
José Touré (Nancy, 24 de abril de 1961) es un comentarista y exfutbolista francés de origen maliés.

## Biografía

### Carrera como jugador
Hijo de Bako Touré. Era apodado El Brasileño por su técnica fuera de lo común. En 1983, jugando para el FC Nantes, marcó un gol de antología en la derrota 2-3 ante Paris Saint-Germain en la final de la Copa de Francia. Al año siguiente, fue parte del plantel de la Selección de Francia que venció en la final olímpica a Brasil.
Touré integró también la escuadra de la Francia campeona de Europa. De 1984 a 1986, llegó a su máximo nivel tanto en la selección francesa como en Nantes. Titular al lado de Dominique Rocheteau, Touré participó con Michel Platini en la clasificación de los azules para la Copa Mundial de Fútbol de 1986. El mismo año, clasificó al FC Nantes a los cuartos de final de la Copa de Europa tras encajarle un gol al uno de los mejores arqueros del mundo de entonces, el soviético Rinat Dasaev.
Se lesionó gravemente la rodilla pocas semanas antes del comienzo de la copa mundial en un partido frente al Inter de Milán. Al estar fuera de las canchas durante seis meses, se malogró su transferencia al Girondins de Bordeaux, club hasta ese momento, con Claude Bez como presidente. Él estuvo so la dirección de Aimé Jacquet y se encontró con otros jugadores jóvenes del equipo de Francia como Jean-Marc Ferreri o Philippe Vercruysse. Poco a poco, fue aumentando s nivel de juego al ser campeón de Francia en 1987.

### Carrera como relator y comentarista
En 1990, tras retirarse como jugador, se volvió comentarista para Canal+ de los partidos de la Ligue 1, y junto con Maryse Ewanje-Epée tuvo su propio programa de radio titulado Chez José que se difundió en 17 países de África. En ese programa recibía artistas y deportistas con los que, relajadamente, hablaba de deportes, música, África y la vida.
A partir enero de 2007, él forma parte de DKP en RMC Info.

## Clubes
- FC Nantes (1979 - 1986)
- Girondins de Bordeaux (1986 - 1988)
- AS Mónaco (1988 - 1990)

## Palmarés

### Títulos Locales
| Título          | Club                  | País    | Año  |
| --------------- | --------------------- | ------- | ---- |
| Ligue 1         | FC Nantes             | Francia | 1980 |
| Ligue 1         | FC Nantes             | Francia | 1983 |
| Ligue 1         | Girondins de Bordeaux | Francia | 1987 |
| Copa de Francia | Girondins de Bordeaux | Francia | 1987 |

#### Títulos internacionales
| Título               | Club (*)           | País    | Año  |
| -------------------- | ------------------ | ------- | ---- |
| Eurocopa             | Selección francesa | Francia | 1984 |
| Copa Artemio Franchi | Selección francesa | Francia | 1985 |

(*) Incluyendo la selección